# Le Tango de minuit
Pour plus de détails, voir Fiche technique et Distribution.
Le Tango de minuit (Tanze mit mir in den Morgen, littéralement Danse avec moi jusqu'au matin) est un film autrichien réalisé par Peter Dörre sorti en 1962.

## Synopsis
Johann Ebeseder tient depuis quinze ans le Thalia-Theater, un petit théâtre viennois. Dans son théâtre joue sa petite-fille Franziska dont il s'occupe après les morts de sa mère durant l'accouchement et de son père durant la guerre, accompagnée du jeune Max, pianiste. Wenzel, le père de Max, et le vieux Zirbel sont des piliers du "Durstigen Fisch", l'auberge de Franz Biedermann. Franz est en litige constant avec Johann qui vend des aliments lors des entractes et fait peur aux clients. Franz a des problèmes même avec sa fille Daisy qui se sert d'une salle du restaurant comme salle de twist.
Lorsque l'ingénieur Stefan Breuer déclare à Johann que son théâtre doit faire place à l'agrandissement du Donaupark à l'occasion du Festival international des jardins, Johann est consterné, il l'accuse de traître. Les quelques fidèles spectateurs veulent empêcher la fermeture du théâtre, mais Stefan veut examiner à la mairie, quels sont les droits de Johann par rapport au bâtiment. Il apprend que Johann n'a jamais possédé de concession pour le théâtre et aussi que le terrain sur lequel se trouve le théâtre ne lui appartient pas. Franz exulte, mais il apprend aussi que son restaurant sera détruit aussi. Les deux adversaires s'unissent maintenant contre l'administration. Alors que Franz, Johann et Amalia font la promotion du prochain spectacle Blutigen Kunigunde, les jeunes gens ont une idée : engager pour la soirée une star qui fera venir la foule. Au cours d'une émission de télévision en direct, ils enlèvent le chanteur Gerhard Wendland et lui demandent de se produire le prochain week-end. Wendland accepte, la vente est ouverte. Après une courte représentation de Blutigen Kunigunde, Gerhard Wendland, Max et Daisy, Johann et ses collègues enthousiasment la salle de leurs chansons. La joie est éphémère, car dans la nuit le théâtre brûle.
Quand Johann recouvre son esprit, est assise en face de lui une femme étrange qu'il s'imagine être Mme Werner, la seconde épouse du père de Franziska. Ce dernier n'est pas mort à la guerre comme le croyait Johann mais a été prisonnier de guerre et émigré en Amérique. Il est mort entre-temps, mais il a demandé avant à son épouse de rechercher Franziska. Franziska est amoureuse de Stefan, ils prévoient de se marier. Stefan apporte de bonnes nouvelles à Johann, le maire de Vienne lui accorde une concession de théâtre extraordinaire. Mme Werner donne à Franziska et Stefan comme cadeau de mariage un bateau de plaisance où pourrait se faire ce théâtre que Johann pourrait tenir. Johann engage Franz Biedermann comme cuisinier, tous sont satisfaits d'autant plus que, lors de l'inauguration, Daisy et Max annoncent être en couple.

## Fiche technique
- Titre original : Tanze mit mir in den Morgen
- Titre français: Le Tango de minuit[1]
- Réalisation : Peter Dörre assisté de Margrith Spitzer
- Scénario : Franz Arndt, Daniela Holl
- Musique : Johannes Fehring
- Direction artistique : Sepp Rothauer, Franz Szivatz
- Photographie : Hanns Matula
- Montage : Hermine Diethelm
- Production : Karl Spiehs
- Sociétés de production : Wiener Stadthalle-Station
- Société de distribution : Nora-Filmverleih
- Pays d'origine :  Autriche
- Langue : allemand
- Format : Couleurs - 2,35:1 - Mono - 35 mm
- Genre : Film musical
- Durée : 89 minutes
- Dates de sortie :
  -  Allemagne : 13 août 1962.
  -  Autriche : 7 septembre 1962.
  -  France : 7 octobre 1962[1].
  -  Finlande : 14 juin 1963.

## Distribution
- Paul Hörbiger : Johann Ebeseder
- Guggi Löwinger (de) : Franziska
- Rex Gildo : Stefan Breuer
- Oskar Sima : Franz Biedermann
- Evi Kent : Daisy Biedermann
- Rudolf Carl : Wenzel Kainz
- Udo Jürgens : Max Kainz
- Joseph Egger : Le vieux Zirbel
- Lotte Lang (de) : Amalia Strassmeier
- Marianne Schönauer : Mme Werner
- Erich Padalewski : Le fleuriste
- Hans Richter : Le détective privé
- Peter Vogel : Le détective privé Kurt Liebrich
- Gerhard Wendland : Lui-même
- Carmela Corren : Elle-même
- Chris Howland : Un chanteur
- Peter Beil : Un chanteur